# Casey Inlet
Das Casey Inlet ist eine vereiste Bucht an der Wilkins-Küste des Palmerlands auf der Antarktischen Halbinsel. Sie liegt im Mündungsgebiet des Casey-Gletschers zwischen dem Miller Point und Kap Walcott.
Aus der Luft fotografiert wurde sie durch den australischen Polarforscher Hubert Wilkins bei einem Überflug am 20. Dezember 1928, durch den US-amerikanischen Polarforscher Lincoln Ellsworth im Jahr 1935 sowie bei der United States Antarctic Service Expedition (1939–1941) im Jahr 1940. Eine geodätische Vermessung nahm 1947 der Falkland Islands Dependencies Survey vor. Gemeinsam mit dem gleichnamigen Gletscher ist das Inlet nach dem australischen Politiker Richard Casey, Baron Casey (1890–1976) benannt.